# Кочедык
Кочеды́к — плоское изогнутое шило с деревянной ручкой для плетения лаптей, а также изготовления изделий из лыка или бересты.
Исторически кочедык являлся одним из наиболее распространённых орудий труда[где?]. Встречались как металлические, так и костяные кочедыки, последние изготавливались из расщеплённых костей животных и наблюдались, в частности, у литовцев Свенцянского уезда Виленской губернии. В качестве кочедыка могла использоваться веточка с изогнутым сучком. Лапотный инструмент также использовался для изготовления других предметов из луба, например, различных сосудов, a также для сдирания коры с деревьев. Стальные кочедыки, встречавшиеся у украинцев, использовались также в качестве кресала для высекания огня. У русских кочедык известен также под названием кочеток, колочик, котач, костыг, свайка, швайка. У белорусов встречались такие названия, как качадык, швайка, а у украинцев — швайка. 
На передачу инструмента существовало несколько запретов. Прежде всего к кочедыку не должна прикасаться женщина, так как в таком случае он может причинить ущерб хозяину или его жене. Это связывали с «ревностью» инструмента, тем что он «любит» только своего хозяина: «Он мастера хуже бабы ревнует. Мужику-то просто не удобен, а вот бабе — смерть». Если в русской традиционной культуре инструменты принято было передавать по наследству, то с лапотным шилом ситуация противоположная. В случае смерти мастера его было принято класть к нему в гроб («чтоб и на том свете лапоточки плёл»), так как в противном случае кочедык и умерший становились опасными. Владимир Даль привёл несколько народных выражений, связанных с инструментом: «Его отселе кочедыком не выковырнешь, прижился. Кочедыжник, растение папорот, папоротник, купоротник. Такой работящий, что помер с кочедыком в руках! Не спеши языком, торопись кочедыком, делай. Мужик кочедыком, а чистомойка (чистоплюйка) языком. Кочедыком избы не взвошишь, не выжеровишь. Лапти сплёл без кочедыка, а жену взял без попа, украл». Шило использовалось в девичьих гаданиях: хлеб и кочедык помещали в лапти и бросали их за ворота. После этого бежали и хватали один из них: лапоть с хлебом сулил богатого жениха, с кочедыком — быть незамужней («дома сидеть, лапти плести»).

## Этимология
Правописание слова имеет много вариантов (кочетык, кочеток, коточиг, коточик), исследователи затрудняются в определении этимологии слова, но его славянское происхождение подтверждается многими исследователями. О. Ягинцева описывает позиции М. Фасмера («шило для плетения лаптей» не указывая точной этимологии, так как не имеет весомых версий), Г. А. Ильинского (выводит происхождение слова из кочан, кочерга без объяснения окончания основы -дык), Н. В. Горяева (сочетание -дык сравнивает с литовскими словами dīg-ùs «колючий, иглистый», daigīti), А. Г. Преображенского («В первой части корень *кук- (собственно крюк); вторая часть -дык (вместо *дик) соответствует, по мнению Горяева, лит. dīgùs. Первое допустимо, второе неверно») и предлагает два варианта вывода в зависимости от использованного варианта слова:
1. кочетыга — от кочет (в одном из значений — крюк);
2. коточига — от кот (в значении «плести») и чига (по мнению Ягинцевой, возможно значение «чурка, деревянная ручка»).

Ягинцева считает, что слово имеет не просто славянское происхождение, а является «русской инновацией». По её мнению, «семантика слова одновременно связана с чем-то изогнутым, кривым и в то же время со способом плетения лаптей».